# زین‌الدین محمود واصفی
زین‌الدین محمود واصفی (زادهٔ ۸۹۰ هجری قمری مصادف با ۱۴۸۵ میلادی در هرات - متوفی بین ۱۵۵۱ تا ۱۵۶۶ میلادی) خاطره‌نویس، شاعر و تاریخ‌نگار ایرانی بود.

## تولد و زندگی در هرات
زین‌الدین محمود واصفی در یک خانوادهٔ متوسط شهرنشین زاده‌شد و طبق گفتهٔ خود او، تمام اعضای خانواده‌اش تحصیل‌کرده بودند. پدرش احتمالاً مامور رده‌بالای حکومت بوده‌ و ظاهراً تمایل داشته است که پسرش، زین‌الدین، هم همین شغل را ادامه بدهد. خانهٔ زین‌الدین محیطی مساعد و مشوق تحصیل دانش بود. او از کودکی خواندن، نوشتن و یادگیری دستور زبان فارسی و عربی، تاریخ، فقه اسلامی و ریاضیات را آغاز کرد و ظاهراً حافظ قرآن و هزاران بیت از شاعران قدیم و معاصر زمان خود نیز بوده است.
زین‌الدین در ۱۶ سالگی تحصیلات خود را به شکل رسمی‌تر در مدرسه دنبال کرد. او به‌خاطر نقل‌قول‌های به‌جا از اشعار فارسی، مهارت در ساختن معماهای شاعرانه و خطبه‌خوانی شهرت یافت. توانایی فوق‌العادهٔ زین‌الدین در حل معماهای شاعرانه که در هرات آن روزگار یک قالب ادبی محبوب بود، توجه میرعلیشیر نوایی، شاعر برجستهٔ جغتایی، و حلقهٔ ادبی او را به زین‌الدین جلب کرد. زین‌الدین در فضای فکری و ادبی هرات به رشد و بالندگی رسید. هرات در آن زمان پایتخت تیموریان بود و  به عنوان مرکز جهان فرهنگی شرق ایران به اوج شکوفایی رسیده بود. زین‌الدین در این دوران، با شغل‌های مختلف امرار معاش می‌کرد از جمله منشی خصوصی پسر سلطان حسین بایقرا (حاکم خراسان در زمان تیموریان) و معلم خانوادگی چندین نفر از مقامات بالای حکومت.

## مهاجرت به ماوراءالنهر
با اخراج تیموریان از هرات در سال ۱۵۰۷ میلادی و تصرف شهر به دست شیبک خان، رهبر قبایل ازبک در ماوراءالنهر، زندگی آرام واصفی به پایان رسید. او مدتی در هرات ماند و به نظر می‌رسد که علیرغم از دست دادن حامیانش، توانسته بود خود را با شرایط جدید وفق بدهد. اما هنگامی که شاه اسماعیل صفوی هرات را از شیبک‌خان پس گرفت و صفویان بر شهر حاکم شدند، به گفتهٔ خود واصفی، زندگی در هرات برای او بسیار دشوار شد. او سنی مذهب بود و هنگامی که صفویان دست به تحمیل شکلی افراطی از مذهب شیعه بر ساکنان شهر زدند، واصفی دیگر احساس امنیت و آرامش نمی‌کرد. بنابراین در اوایل سال ۱۵۱۲ میلادی، هرات را به مقصد ماوراءالنهر ترک کرد و مابقی عمرش را در آنجا گذراند. زندگی او به یک معنا تبدیل به زندگی یک دوره‌گرد شد چون حسب اقتضای شرایط، مدام از یک جا به جای دیگر نقل مکان می‌کرد.
او در میان طبقهٔ نخبگان ازبک زندگی می‌کرد و در خدمت حاکمان و خانواده اشراف، در مقام منشی، معلم، قاضی، امام جماعت و شاعر دربار کار می‌کرد. او یک سال را در سمرقند گذراند و طبقات فرهیختهٔ شهر استقبال گرمی از او کردند و مجالس ادبی به افتخار او ترتیب دادند. سالیانی که واصفی در میان حلقه‌های ادبی دربار بخارا سپری کرد، اثر ماندگاری بر کار خلاقهٔ او گذاشت.
واصفی در سال ۱۵۱۳ میلادی به بخارا رفت و چهار یا پنج سال بعد در همین شهر شروع به نوشتن خاطراتش کرد. در سال ۱۵۱۸، به دربار گلدی‌محمد (حاکم شاهرخیه) نقل مکان کرد و یکی از شعرای دربار شد و مدتی بعد به مقام امامی سلطان و قاضی عسکر رسید. گلدی‌محمد در سال ۱۵۲۵ خانِ تاشکند شد  و دربارش را به آن شهر برد و واصفی هم به تاشکند رفت. همراهی او با گلدی‌محمد و نخبگان ازبک، تاثیر مهمی بر آثار او گذاشت. گلدی‌محمد حامی ادبیات و هنر بود و به واصفی فرصت داد که روی خاطراتش کار کند. بسیاری از داستان‌ها و افسانه‌هایی که به آثار واصفی جذابیت بخشیده، در مجالس ادبی گلدی‌محمد به گوش واصفی رسید. واصفی در این دوران در رقابت‌های ادبی مختلفی شرکت می‌کرد و مهارت او در سرایش قالب‌های ادبی مختلف به خصوص قصیده، محک زده می‌شد و مورد ستایش قرار می‌گرفت.
پس از این اقامت موقت در تاشکند، اطلاع چندانی دربارهٔ سال‌های بعد عمر واصفی در دست نداریم و تاریخ مرگ او هم دقیقاً مشخص نیست.

## نگارش بدیع‌الوقایع
کتاب خاطرات واصفی با نام بدایع‌الوقایع را می‌توان یک اثر تاریخی نیز محسوب کرد زیرا در این اثر، تمرکز او بر رویدادهای مهم سیاسی و اجتماعی در خراسان، ماوراءالنهر و بخشی از ترکستان بین سال‌های ۱۴۹۷ تا ۱۵۵۱ میلادی است. واصفی نیز مانند ظهیرالدین بابر (نویسندهٔ بابرنامه) دست‌به‌دست شدن حکومت خراسان از تیموریان به ازبک‌ها و سپس به صفویان را توصیف می‌کند و این رویدادها را نه از منظر طبقهٔ نخبه و الیت جامعه، بلکه از دیدگاه خودش به عنوان عضوی از طبقهٔ متوسط شهر هرات و یک متفکر مسلمان که دغدغهٔ عدالت و حکومت سیاسی صادقانه را دارد، روایت می‌کند. واصفی تاریخ‌نگار حرفه‌ای نیست؛ دانش و شناخت او از افراد و رویدادهای زمانه‌اش بسیار بالاست اما ظاهراً ترتیب تاریخی رویدادها اهمیت چندانی برای او نداشته است. نحوهٔ چینش موضوعات کتاب، همیشه از یک الگوی منسجم پیروی نمی‌کند که شاید نتیجهٔ وقفه‌های متعدد واصفی در نوشتن تجربیاتش باشد. ایراد دیگری که ممکن است مطرح شود این است که بسیاری از منابع مورداستفادهٔ واصفی، به‌ویژه داستان‌هایی که میان طبقهٔ پیشه‌وران و تاجران شهرنشین گفته و شنیده می‌شده، و همچنین افسانه‌هایی که در دربار حاکمان به گوش او می‌رسیده، به معنای مدرن کلمه علمی محسوب نمی‌شوند.
هرچند چنین سوالات و شبهاتی را می‌توان دربارهٔ میزان دقت واصفی در تاریخ‌نویسی مطرح کرد اما او در نوشتن خاطراتش آشکارا مراقبت و احتیاط به خرج می‌داد و مقایسهٔ اثر او با دیگر منابع، نشان‌دهندهٔ وثوق نسبی قضاوت‌های او دربارهٔ افراد و روایت او از رویدادهای زمان است. به هر حال، واصفی مشغول نوشتن یک تاریخ علمی نشده بود بلکه تلاش می‌کرد اثر خود را با ذائقه زمانه‌اش تطبیق بدهد و در آن زمان و مکان، روایت تاریخی مورد اقبال، قطعه‌ای ادبی بود که به جهت زیبایی‌شنایی مطبوع و خوشایند باشد.
واصفی از منابع مختلفی استفاده می‌کرد که بسیاری از آنها شفاهی بودند و بخش زیادی از اطلاعاتش را از طریق داستان‌هایی که بخشی از آنها را در دربار حاکمان شنیده بود به دست می‌آورد. او در عین حال به منابعی که در میان مردم عادی گفته و شنیده می‌شد هم از طرقی دسترسی داشت که نشان‌دهندهٔ وسعت ارتباطات او با کل مردم است. از متن بدایع‌الوقایع روشن می‌شود که واصفی ارتباطات درازمدتی با جامعهٔ پیشه‌وران و تاجران داشته و در جمع‌های ادبی آنها هم شرکت می‌کرده است.
بدایع‌الوقایع را می‌توان گزیده‌ای از آثار ادبی واصفی نیز محسوب کرد زیرا علاوه بر ماجراها و داستان‌های منثوری که در کتاب به آنها پرداخته می‌شود، واصفی حدود ۱۶۰۰ بیت از اشعار خود را نیز در گوشه و کنار این کتاب آورده است از جمله قصیده، غزل و قطعه. این اشعار معمولاً تناسبی با موضوع صفحه ندارند اما به نظر می‌رسد که واصفی به سرودن آنها افتخار می‌کرده و به همین دلیل آنها را در کتاب گنجانده است. مجموع این اشعار را می‌توان دیوان شعری در نظر گرفت که واصفی هرگز گردآوری نکرد.
واصفی فقط ثبت‌کنندهٔ آنچه می‌دید و می‌شنوید نبود بلکه در داستان‌ها و اشعار متعدد و روایت‌های مختلف تاریخی، او نشان می‌دهد که ناظری آگاه و منتقد رسوم اجتماعی و سبک زندگی و رفتار طبقهٔ الیت حاکم است. او علیه مقامات و روحانیون فاسد و جاهل سخن می‌گوید و با مهارت از طنز استفاده می‌کند. در مقابل، او از چند چهره تجلیل کرده و آنها را الگوهایی شایسته می‌داند از جمله الغ‌بیگ (حاکم ماوراءالنهر و خان سمرقند در زمان تیموریان)، و گلدی‌محمد، که هردوی آنها برای برقراری عدالت در قلمروی خود می‌کوشیدند. او مشخصاً داستان‌هایی را برای روایت انتخاب می‌کند که آرمان عدالت و ایده‌های انسانی خود او را ترویج بدهند.